# Шоуа Олександр В'ячеславович
Олександр В'ячеславович Шоуа (нар. 26 грудня 1973, Очамчире, Абхазька АРСР, Грузинська РСР, СРСР) — російський композитор і співак, учасник групи «Непара» (2002-2012, 2013-2018, 2019), з 2020 році керівник групи. Заслужений артист Республіки Абхазія (2014) та Республіки Південна Осетія (2014).

## Особисте життя
У 2012 році одружився вдруге з юристом Наталією. 2014 року з'явилася дочка Таїсія. Також є дочка Майя від першого шлюбу.
14 серпня 2023 року народився син, Аарон.

## Дискографія
- 2003 — «Другая семья» (отримав статус платинового)
- 2006 — «Всё сначала»
- 2009 — «Обречённые/Обручённые»
- 2022 — «20»